# Кот, Станислав
Станислав Кот (пол. Stanisław Kot; 1885—1975) — польский историк, политик и дипломат.

## Биография
Родился в крестьянской семье в австрийской Галиции. Учился в гимназии в Жешуве и Львовском университете (1904—1908), где изучал историю и литературу. В 1908—1912 годах работал учителем польского языка. В 1912—1914 продолжил образование во Франции.
Участвовал в политической деятельности.
В 1919 переехал в Краков, где работал учителем гимназии. С 1920 был профессором Ягеллонского университета.
Участвовал в деятельности крестьянской партии «Стронницство людово».
В 1939 выехал из Польши после оккупации Польши немецкими войсками. Входил в правительство Польши в изгнании.
В 1941—1942 годах был послом Польши в СССР. В этот период польское посольство, как и другие иностранные посольства в СССР, располагалось в Куйбышеве.
В 1943—1944 был министром информации. В 1945 году вернулся в Польшу. В 1945—1947 был послом в Риме. В 1947 году после советизации Польши снова эмигрировал.

## Сочинения
- Rzeczpospolita Polska w literaturze politycznej Zachodu. Kraków, 1919;
- Andrzej Frycz Modrzewski: Studium z dziejów kultury polskiej wieku XVI. 2 wyd. Kraków, 1922;
- Ideologia polityczna i społeczna Braci Polskich zwanych arianami. Warzawa, 1932;
- Historia wychowania. T. l—2. 2 wyd. Lwów, 1933;
- Listy z Rosji do gen. Sikorskiego. Londyn, 1955;
- Rozmowy z Kremlem. Londyn, 1959;
- Jerzy Niemirycz: W 300-lecie ugody hadziackiej. Paryż, 1960;
- Polska Złotego Wieku a Europa. Warszawa, 1987.